# Махиня Ірма Георгіївна
Ірма Георгіївна Махиня (рос. Ирма Георгиевна Махиня, нар. 6 вересня 2002) — російська стрибунка з трампліна, срібна призерка Олімпійських ігор 2022 року.

## Олімпійські ігри
| Рік  | Місто        | НТ | ЗК |
| ---- | ------------ | -- | -- |
| 2022 | Пекін, Китай | 10 | 2  |